# Tomáš Rolinek
Tomáš Rolinek (* 17. Februar 1980 in Žďár nad Sázavou, Tschechoslowakei) ist ein tschechischer Eishockeyspieler, der seit 2015 wieder beim HC Dynamo Pardubice in der tschechischen Extraliga spielt.

## Karriere
Tomáš Rolinek begann seine Karriere im Nachwuchs des HC Žďas Žďár nad Sázavou, bevor er in das Eishockey-Internat des HC Slavia Prag wechselte. Doch da seine Entwicklung dort stagnierte, kehrte er in seine Heimat zurück. Zbynek Kusý holte den Juniorenspieler in die Juniorenmannschaften des HC Pardubice, mit denen er zweimal tschechischer Meister im Nachwuchs wurde. In der Saison 1998/99 gab er für Pardubice sein Debüt in der tschechischen Extraliga. In der folgenden Spielzeit wurde er zum HC Vajgar Jindřichův Hradec in die 1. Liga geschickt, um vor allem sein Körperspiel zu verbessern.
Ein Jahr später kehrte Rolinek zum HC Pardubice zurück und wurde in 30 Extraliga-Partien eingesetzt, ansonsten spielte er für die U20-Junioren. In der Spielzeit 2001/02 erzielte er in 50 Spielen zwölf Tore und sieben Assists. In der folgenden Spielzeit verbesserte er seine Punkteausbeute weiter wurde mit dem HC Pardubice Vizemeister hinter Slavia Prag. Nach diesem positiven Erlebnis wechselte er zunächst zum HC Litvínov. Dort war er aber nicht sehr erfolgreich, so dass er über die Bílí Tygři Liberec nach Pardubice zurückkehrte. Diese Rückkehr gab ihm die Möglichkeit, an der Seite von NHL-Stars wie Milan Hejduk und Aleš Hemský Meister der Saison 2004/05 zu werden.
In den folgenden drei Jahren etablierte er sich innerhalb der Mannschaft als Führungsspieler, so dass er auch bei mehreren Weltmeisterschaften eingesetzt wurde. Da er bei der Weltmeisterschaft 2008 sehr auffällig spielte, verpflichteten ihn das Management des HK Metallurg Magnitogorsk für die Spielzeit 2008/09. Letztlich blieb Rolinek bis 2012 bei Metallurg und absolvierte über 260 KHL-Partien für diesen Klub, in denen er 85 Tore und 80 Assists erzielte. Nach Saisonende 2011/12 verließ er Metallurg und wurde für zwei Jahre von Salawat Julajew Ufa verpflichtet. Nach 21 Partien für den Klub wurde dieser Vertrag Ende Dezember 2012 vorzeitig aufgelöst und Rolinek kehrte Anfang Januar 2013 zum HC Pardubice zurück.
In der Saison 2013/14 sowie in der Saison 2014/15 war Rolinek Kapitän bei HC Sparta Prag und erzielte in der Saison 2014/15 18 Tore. Seit der Saison 2015/2016 gehört er wieder zum Kader von HC Dynamo Pardubice und ist auch dort Kapitän der Mannschaft.

### International
Tomáš Rolinek hat in seiner bisherigen Laufbahn an drei internationalen Titelkämpfen teilgenommen: Für die tschechische Eishockeynationalmannschaft nahm er an der Weltmeisterschaft 2006 teil und gewann die Silbermedaille. Ein Jahr später gehörte er der Mannschaft an, die bei der Eishockey-Weltmeisterschaft der Herren 2007 Platz sieben belegte. Bei der Weltmeisterschaft 2008 gehörte er zu den Leistungsträgern im tschechischen Team und erzielte zwei Tore und einen Assist in sieben WM-Partien. Bei der Weltmeisterschaft 2010 gehörte er zu den Schlüsselspielern seiner Mannschaft und schoss viele wichtige Tore, so dass das Nationalteam am Ende des Turniers die Goldmedaille gewann.
Neben diesen Einsätzen bei Weltmeisterschaften gehörte er oft dem Kader der Nationalmannschaft bei Vorbereitungsspielen sowie bei Turnieren der Euro Hockey Tour an.

## Erfolge und Auszeichnungen
- 2003 Tschechischer Vizemeister mit dem HC Pardubice
- 2005 Tschechischer Meister mit dem HC Pardubice
- 2006 Silbermedaille bei der Weltmeisterschaft
- 2010 Goldmedaille bei der Weltmeisterschaft
- 2011 Bronzemedaille bei der Weltmeisterschaft

## KHL-Statistik
(Stand: Januar 2013)